# GSC3726-1012
GSC3726-1012 — хімічно пекулярна зоря спектрального класу A3, що має видиму зоряну величину в смузі V приблизно 10,4.